# Leonardo Valencia
Leonardo Felipe Valencia Rossel (Santiago de Chile, 1991. április 25. –) chilei válogatott labdarúgó, aki jelenleg a Botafogo játékosa.
Bekerült a 2017-es konföderációs kupán részt vevő chilei keretbe.

## Statisztika
| Válogatott | Szezon   | Mérkőzés | Gól |
| ---------- | -------- | -------- | --- |
| Chile      | 2016     | 2        | 0   |
| Chile      | 2017     | 2        | 0   |
| Összesen   | Összesen | 4        | 0   |